# Løgtingswahl 1980
- Republikaner: 6
- Sozialdemokraten: 7
- Selbstverwaltung: 3
- Unionisten: 8
- Christdemokraten: 2
- Volkspartei: 6

Die Løgtingswahl 1980 auf den Färöern fand am 8. November 1980 statt.
Es war die 9. Wahl seit Erlangung der inneren Selbstverwaltung (heimastýri) im Jahr 1948.
Bei dieser vorgezogenen Wahl waren neben dem unionistischen Sambandsflokkurin auch der sozialdemokratische Javnaðarflokkurin des Ministerpräsidenten Atli Dam und sein Koalitionspartner Tjóðveldisflokkurin die Verlierer der Wahl. Der Javnaðarflokkurin musste einen Sitz abgeben, so dass die links dominierte Regierung keine Mehrheit mehr hatte.
Die verlorenen Stimmen der drei obigen Parteien hatten sich gleichmäßig über die Gewinnerparteien Fólkaflokkurin, Sjálvstýrisflokkurin und Framburðsflokkurin verteilt, wobei der Sjálvstýrisflokkurin einen Sitz hinzugewinnen konnte.
Das Wahlergebnis führte dazu, dass die sozialdemokratisch geführte Landesregierung Atli Dam III durch die unionistisch geführte Landesregierung Pauli Ellefsen abgelöst wurde. Der Tjóðveldisflokkurin schied aus der Regierung aus und die Wahlgewinner Fólkaflokkurin und Sjálvstýrisflokkurin wurde in der neuen Koalition Regierungspartner des Sambandsflokkurin. Es war nach über 20 Jahren die erste rein bürgerliche Koalition auf den Färöern.

## Ergebnisse der Løgtingswahl vom 8. November 1980
An der Wahl beteiligten sich sechs Parteien.
| Partei                   | Stimmen | Prozent | Sitze |  |
| ------------------------ | ------- | ------- | ----- |  |
| B – Sambandsflokkurin    | 5.558   | 23,9    | 8     |  |
| C – Javnaðarflokkurin    | 5.043   | 21,7    | 7     |  |
| E – Tjóðveldisflokkurin  | 4.415   | 19,0    | 6     |  |
| A – Fólkaflokkurin       | 4 399   | 18,9    | 6     |  |
| D – Sjálvstýrisflokkurin | 1 953   | 8,4     | 3     |  |
| F – Framburðsflokkurin   | 1.905   | 8,2     | 2     |  |
| Gesamt                   | 23.273  | 100     | 32    |  |